# 로마 트레 대학교
로마 트레 대학교(이탈리아어: Università degli Studi Roma Tre; 영어: Roma Tre University)는 이탈리아 로마에 위치한 공립 연구 대학으로 오스티엔세(Ostiense) 지구에 메인 캠퍼스가 있다.

## 같이 보기
- 국제 의학 입학 시험
- 지속적으로 운영되고 있는 가장 오래된 대학 목록